# Comitas suluensis
Comitas suluensis é uma espécie de gastrópode do gênero Comitas, pertencente à família Pseudomelatomidae.